# إلي لاندو
إلي لاندو (بالإنجليزية: Ely Landau)‏ هو منتج أفلام أمريكي، ولد في 20 يناير 1920 في نيويورك في الولايات المتحدة، وتوفي في 4 نوفمبر 1993 في لوس أنجلوس في الولايات المتحدة بسبب سكتة.

## وصلات خارجية
- إلي لاندو على موقع IMDb (الإنجليزية)
- إلي لاندو على موقع ألو سيني (الفرنسية)
- إلي لاندو على موقع أول موفي (الإنجليزية)
- إلي لاندو على موقع قاعدة بيانات الأفلام السويدية (السويدية)
- إلي لاندو على موقع قاعدة بيانات الفيلم (الإنجليزية)
- إلي لاندو على موقع كينوبويسك (الروسية)